# Gravitace
Gravitace je přírodní jev, který se projevuje jako vzájemné přitažlivé působení (interakci) všech objektů, které mají hmotnost nebo energii. Gravitační pole je prostor kolem objektu, ve kterém se gravitace projevuje. Protože dosah gravitace je teoreticky nekonečný, za hranici gravitačního pole se obvykle považuje místo, kde její působení přestává být měřitelné. Běžně pozorovatelným důsledkem gravitace Země je tíha hmotných předmětů.
V klasické fyzice je gravitace univerzální pravá gravitační síla, popsaná Newtonovým gravitačním zákonem, podle kterého se dvě tělesa vzájemně přitahují úměrně jejich hmotnosti a vzdálenosti, pro kterou platí zákon superpozice (nezávislého skládání gravitačních sil od více objektů). Tento popis je pouze aproximativní (přibližný), ale mimo velmi vysoké hmotnosti a pro rychlosti malé v porovnání s rychlostí světla je nepřesnost zanedbatelná. Pro svou jednoduchost má stále široké praktické využití.
V obecné teorii relativity je gravitace přesněji popsaná Einsteinovými rovnicemi gravitačního pole jako projev zakřivení časoprostoru hmotou a energií. Na základě postulované ekvivalence gravitace a setrvačného zrychlení se toto zakřivení projevuje stejným způsobem jako silové pole. Z teorie vyplývá, že gravitace ovlivňuje i dráhu světla (s nulovou klidovou hmotností) a vysvětluje tak například princip gravitační čočky nebo černé díry. Dalším důsledkem je zpomalování plynutí času vlivem gravitace (dilatace času) nebo gravitační rudý posuv.
Kvantová fyzika dosud nezahrnuje konzistentní teorii kvantové gravitace. Zatímco ostatní tři známé základní interakce kvantová teorie pole popisuje jako interakce podřízené jisté kalibrační symetrii a zprostředkované intermediálními částicemi, teorie gravitační interakce s hypotetickou intermediální částicí gravitonem se zatím nedaří vytvořit. Gravitace tak zůstává problémem, jak relativistickou a kvantovou teorii spojit do jednoho celku označovaného jako teorie všeho.

## Teorie gravitace
Gravitaci nejlépe popisuje od svého vzniku v roce 1915 obecná teorie relativity coby zakřivení časoprostoru. Pro dostatečně slabá gravitační pole však vystačíme s aproximací Newtonovým gravitačním zákonem. Protože obecná teorie relativity neobsahuje jakékoli kvantování, očekává se, že její nástupce – teorie, která sjednotí gravitaci s ostatními silami – bude muset mít kvantový charakter.

### Newtonův gravitační zákon

Newtonův gravitační zákon graficky

Newtonův gravitační zákon je nejstarší vědecká teorie popisující gravitační působení mezi tělesy.
Každá dvě tělesa, která lze považovat za hmotné body nebo homogenní koule (jak vyplývá z Gaussovy věty), na sebe působí gravitační silou
{\displaystyle F_{\rm {g}}=G{\frac {m_{1}m_{2}}{r^{2}}}}
kde
- Fg je síla působící mezi dvěma hmotnými tělesy
- m1 je hmotnost prvního tělesa
- m2 je hmotnost druhého tělesa
- r je vzdálenost mezi tělesy
- G je gravitační konstanta, která se rovná přibližně: G = 6,67×10−11 N m2 kg−2 (v některých publikacích značená místo G řeckým písmenem ϰ)

Newtonova teorie vycházela nejen z Newtonových pozorování, ale také ze znalosti Keplerových zákonů.

#### Vlastnosti pole
Schopnost gravitačního působení lze v Newtonově gravitační teorii určovat nejen gravitační silou.
- Intenzita gravitačního pole – gravitační síla, působící na těleso jednotkové hmotnosti
- Gravitační zrychlení – zrychlení, které tělesům uděluje gravitační síla

Pokud se těleso nachází v gravitačním poli jiného tělesa, pak mu klasická mechanika přiřazuje určitou potenciální energii, která se označuje jako gravitační potenciální energie.

### Obecná teorie relativity

Ekvivalence zrychlení a gravitace: míček ve zrychlující raketě setrvačností padá stejně jako tíhou na povrchu Země

V obecné teorii relativity (OTR) je gravitace vysvětlena zakřivením časoprostoru. Toto zakřivení vzniká přítomností hmoty a energie a projevuje se např. tím, že součet úhlů v trojúhelníku nemusí být 180°, nebo tím, že lokálně nejrovnější čáry – geodetiky nejsou na rozdíl od přímek vždy „rovné“. Pohyb těles v gravitačním poli probíhá po geodetikách tak, že jejich sklon k časové ose udává rychlost tělesa. Geodetiky bývají často v populární literatuře označovány za nejkratší spojnice, což však není pravda vždy. Pro slabá gravitační pole dává OTR stejné předpovědi jako Newtonova teorie gravitace.
Představa zakřiveného prostoru často vzbuzuje dojem, že křivý prostor je vložen do vícerozměrného rovného prostoru. Matematický popis OTR však takové vložení nepotřebuje. Vlastnosti časoprostoru jsou určeny tak, že je v každém jeho bodě definován metrický tenzor a takto vymezeno tzv. metrické pole.
Metrický tenzor je soubor deseti bezrozměrných geometrických veličin, který určují metriku v daném prostoru, tzn. způsob, jakým se v dané části prostoru počítají zobecněné vzdálenosti – intervaly – mezi body časoprostoru – událostmi. Studiem metrických prostorů se zabývá diferenciální geometrie, která umožňuje charakterizovat zakřivení daného prostoru pomocí změn metrického tenzoru.
Einsteinovi se na základě předpokladu o rovnosti setrvačné a gravitační hmotnosti podařilo spojit zakřivení prostoročasu s přítomností energie (a také hmoty) pomocí Einsteinových rovnic (ER).
Řešením Einsteinových rovnic se získají metrické tenzory v jednotlivých bodech, čímž je určeno zakřivení časoprostoru.
Z OTR plynou některé kvalitativně nové jevy. Jedním z nich je existence šíření změn gravitačního pole – gravitačních vln, které se pohybují rychlostí světla. Gravitační vlny vyzařuje například dvojice těles, které se navzájem obíhají. Existují minimálně dva přístroje na jejich odhalení, americké LIGO a italské VIRGO. Oběma už se podařilo gravitační vlny zachytit. Projevy vyzařování gravitačních vln jsou také měřeny v binárních hvězdných systémech. Nejznámější vesmírnou laboratoří je podvojný pulzar PSR 1913+16, ve kterém se naměřilo zkracování oběžné doby o 7,6×10−5 s za rok, což velmi přesně odpovídá předpovědi OTR.
Dalším zcela novým jevem je existence horizontů událostí, tedy ploch, které lze překročit jen v jednom směru a neexistuje žádný dosud známý fyzikální mechanismus, který by umožňoval získávat informace z jejich druhé strany. To zahrnuje existenci černých děr a kosmologických horizontů událostí.
Obecná teorie relativity také předpovídá zakřivování drah paprsků světla, což vede ke vzniku gravitačních čoček. Ty jsou dnes dobře známým jevem projevujícím se jak na měřítkách jednotlivých hvězd, tak na měřítkách kup a nadkup galaxií. Využívají se při mnoha pozorováních, mj. např. k detekci přítomnosti temné hmoty.
Pro slabá gravitační pole přechází OTR k předpovědím shodným s Newtonovou teorií gravitace. Jednou z nejznámějších oprav k Newtonově teorii je stáčení perihelia drah planet, což byl jeden z nevysvětlených jevů, jehož objasnění je jedním z významných úspěchů OTR. Stáčení je nejvíce patrné u planet blíže k centrálnímu tělesu, proto je ve Sluneční soustavě nejlépe pozorovatelné stáčení dráhy Merkuru.

### Polní teorie gravitace
Geometrickou interpretaci gravitačního působení lze převést do polní formy v plochém časoprostoru. Mezi její zastánce patřil například Richard Feynman. V měřitelných předpovědích u slabých polí je obecné teorii relativity ekvivalentní a u silných polí neobsahuje singularity.

### Kvantová teorie pole
Kvantová teorie pole (KTP) nezahrnuje gravitaci, protože se to zatím nikomu nepodařilo, ačkoli se o to fyzikové snaží již desítky let. Gravitace je od ostatních přírodních sil natolik odlišná, že je neslučitelná se současnou KTP. Nicméně se běžně za výměnnou částici považuje zatím neobjevený graviton se spinem 2.
Gravitace mezi hmotnými objekty je působení přitažlivé. Je to prokázáno pro částice běžné hmoty a pro silové pole elektromagnetické (např. zakřivování paprsků světla) a silné interakce (odpovědné např. za významnou část hmotnosti hadronů), teoretické úvahy opodstatňují postulovanou univerzálnost přitažlivosti i pro ostatní druhy látky a polí.

### S-Teorie gravitace
Podle této teorie vychází gravitace z materializace informace. Gravitační impuls je genrován vždy, když dojde ke kolapsu vlnové funkce a částice se zhmotní na určitém místě (sptexelu - pixelu v časoprostoru). Tento sptexel je následně z časoprostoru odebrán a okolní prostor se zakřiví tak, aby prázdné místo zaplnil. Zaplnění/zakřivení se pak kaskádovitě šíří dále rychlostí světla.

### Strunová teorie
V teorii strun je graviton jen jedním konkrétním druhem vibrace struny. Gravitační pole je potom spojeno se zakřivením časoprostoru pomocí ztotožnění struktury časoprostoru s obrovským množstvím podobně (koherentně) vibrujících strun. Časoprostor se tedy dá představit jako tkanina zhotovená ze strun. Gravitace je pak totožná se zakřivením této tkaniny.

## Významné druhy gravitačního pole

### Homogenní gravitační pole
Homogenní gravitační pole je způsob zjednodušeného matematického popisu gravitačního pole, při kterém je gravitační síla ve všech místech pole stejná (velikost i směr). Homogenní gravitační pole je vhodným přiblížením tehdy, pokud se v oblastech pole, v nichž sledované děje probíhají, příliš nemění velikost ani směr intenzity gravitačního pole (tedy např. gravitační pole Země uvnitř jedné místnosti o rozměrech v řádu jednotek metrů).
Homogenní gravitační pole je tedy vhodné k popisu pohybů v blízkosti povrchu velkých vesmírných těles, tj. jsou-li trajektorie sledovaných těles malé ve srovnání s jejich velikostí. Potenciální energii tělesa, jež se nachází v homogenním gravitačním poli, lze vypočítat:
{\displaystyle E_{P}=mgh,}
kde m značí hmotnost tělesa pohybujícího se v gravitačním poli, g je intenzita gravitačního pole (tedy zrychlení polem působené) a h je výška měřená ve směru působení gravitačního pole.
U rotujících vesmírných těles, popisujeme-li děje v soustavě spojené s daným místem na jejich povrchu (např. šikmý vrh), je vhodnějším přiblížením tíhové pole, zohledňující i setrvačné odstředivé síly.

### Radiální (centrální) gravitační pole
Radiální (centrální) gravitační pole je druh gravitačního pole, při kterém směr gravitační síly ve všech místech pole míří stále do jednoho bodu – středu, přičemž všechny body nacházející se na kulové ploše, která má střed v těžišti tělesa, mají intenzitu gravitačního pole o stejné velikosti.
Centrální gravitační pole je idealizovaný případ, který se teoreticky vyskytuje pouze u osamělých (tedy velmi vzdálených od jiných zdrojů gravitace) hmotných bodů, těles s kulovou symetrií a nerotujících černých děr. V praxi jakékoliv nesymetrické rozložení hmot může vyvolávat jemné směrové odchylky. Obvykle je to ale velmi dobrá aproximace gravitačního pole např. kolem planet, Slunce, hvězd a jiných přibližně kulových těles ve větších vzdálenostech od nich.
Aproximace gravitačního pole pomocí radiálního pole je vhodná v případech, kdy trajektorie pohybu je velká a dostatečně vzdálená od zdroje gravitačního pole.
Působení sféricky symetrického tělesa lze ekvivalentně nahradit ve výpočtech podle Newtonových zákonů hmotným bodem, umístěným v jeho středu.
V radiálním gravitačním poli (můžeme-li zanedbat relativistické jevy) se tělesa pohybují po kuželosečkách podle Keplerových zákonů.

### Gravitační pole planet
Z přesného mapování pohybu sond na oběžné dráze kolem planety pomocí měření dopplerovského posunu frekvence signálu vysílaného sondou lze určit lokální změny v gravitačním poli planety, které souvisejí s nerovnoměrným rozdělením hmoty na planetě (v topografii, podpovrchových strukturách v kůře, anomáliích v plášti či přímo spojenými s jádrem planety). Pozorovatelnost signálu libovolné struktury roste s její velikostí a klesá s hloubkou pod povrchem planety (podobně jako u tzv. skin efektu). Ze zaznamenaných lokálních variací v radiálním gravitačním zrychlením lze zpětně usuzovat na vnitřní strukturu planety:
- u Marsu a Měsíce se za předpokladu dané průměrné mocnosti kůry daří namodelovat její globální strukturu
- u Země a Venuše lze z dlouhovlnné charakteristiky gravitačního pole odhadnout parametry pláště
- v budoucnosti bude zřejmě možná u Merkuru dokonce přímá analýza rozhraní mezi pláštěm a jádrem, díky faktu, že poloměr jádra Merkuru je asi celých 0,8 poloměru planety

Obecně jsou nejvýraznějšími komponentami planetárních gravitačních polí signály velkých sopek (např. Olympus Mons na Marsu), riftových systémů (Valles Marineris tamtéž), impaktních pánví (nejvíce tzv. mascony), ale také globální rotační zploštění planety.
Znalost přesného tvaru gravitačního pole dané planety (především pak Země) má především technický význam.
- Zajímavostí gravitačního pole Země je to, že tíhové zrychlení roste s hloubkou i několik kilometrů pod jejím povrchem. Je to způsobeno tím, že povrchové vrstvy mají nižší hustotu než jádro. To měřením zjistil George Biddell Airy už v 1. polovině 19. století. Pokud by byla Země homogenní koulí, tíhové zrychlení by lineárně klesalo s hloubkou.

## Pohyb v gravitačním poli
Homogenní gravitační pole je speciálním případem centrálního (radiálního) gravitačního pole.
Důležitým pohybem v homogenním gravitačním poli je tzv. šikmý vrh. Jeho speciálními případy jsou
- Volný pád
- Vrh svislý
- Vrh vodorovný

Důležitými charakteristikami šikmého vrhu jsou počáteční rychlost a elevační úhel.

## Tíhové pole
Tíhové pole je pole, které působí v okolí rotujícího hmotného tělesa ve vztažné soustavě spojené s daným bodem tohoto tělesa. Toto pole je v každém bodě určeno tzv. tíhovou silou, která je vektorovým součtem gravitační a odstředivé síly.
Na tělesa pohybující se po povrchu Země působí
- gravitační síla – pravá síla, směřuje do středu Země a její velikost závisí na hmotnosti Země a tělesa
- odstředivá síla – setrvačná síla, směřuje od osy otáčení a její velikost je závislá na rychlosti rotace

Výsledná tíhová síla {\displaystyle {\boldsymbol {F}}_{\mathrm {G} }} je určena jako výslednice gravitační síly {\displaystyle {\boldsymbol {F}}_{\mathrm {g} }} a odstředivé síly {\displaystyle {\boldsymbol {F}}_{\mathrm {o} }}, tzn.
{\displaystyle {\boldsymbol {F}}_{\mathrm {G} }={\boldsymbol {F}}_{\mathrm {g} }+{\boldsymbol {F}}_{\mathrm {o} }}
Výsledná tíhová síla obecně nesměřuje do středu Země. Vzhledem k tomu, že úhel mezi gravitační a odstředivou silou závisí na zeměpisné šířce, závisí na ní také tíhová síla (a to jak její velikost, tak i její směr).
Tíhové zrychlení je zrychlení, které tělesům uděluje tíhová síla. Tíhová síla (a tedy i tíhové zrychlení) nám určují svislý směr, např. závaží zavěšené na provázku se ustálí právě ve směru působení tíhové síly.
Tíhové zrychlení je závislé na zeměpisné šířce a nadmořské výšce. V naší zeměpisné šířce je hodnota tíhového zrychlení g = 9,81 m s−2.
Pokud je trajektorie pohybu tělesa dostatečně malá a lze zanedbat změny vektoru tíhového zrychlení v dané oblasti (a to jak rozdíly ve velikosti tak i směru), pak lze pracovat s homogenním tíhovým polem. Postup je stejný jako v případě homogenního gravitačního pole.
Tělesa, která se nachází v tíhovém poli, získávají potenciální energii.
Síla, kterou působí těleso na podložku či závěs v tíhovém poli, se označuje jako tíha. Měrná tíha je tíha látky o jednotkovém objemu.